# Лапароскопска ултрасонографија
Лапароскопска ултрасонографија (ЛУС) je стандардна минимално инвазивна дијагностичка метода у лапароскопији и дводимензионални модалитет који омогућава одличну визуализацију перитонеалних структура.

## Историја и значај
Лапароскопски ултразвук је релативно касно почео да се примењује у области хируршке сонографије чији се долазак може приписати потреби за развојем специјализованих трансдуктора који би могли да прођу кроз конвенционалне лапароскопске трокаре.
Квалитет, поузданост и једноставност употребе оваквих јединица су брзо еволуирали, тако да се лапароскопски ултразвук сада може изводити на рутинској основи.
Лапароскопски ултразвук омогућава хирургу да прегледа ткива која се оперишу, чиме се надокнађује немогућност физичког палпирања таквих ткива. Дакле ЛУС, не само да је помогао у опонашању отворене хирургије, већ је и побољшао тренутне технике лапароскопских операција.
Са све већом доступношћу опреме, као и обуком хирурга у овом модалитету, лапароскопски ултразвук брзо постаје суштински алат за хирурга који има за циљ да лапароскопску хирургију подигне на нове границе.

## Могућности
Лапароскопска ултрасонографија (ЛУС) је одличан додатак традиционалној лапароскопији јер може брзо да да увид у стање. ЛУС сонде (технологија закривљеног или линеарног низа) са перформансама високе фреквенције (6-10 МХз) омогућавају добијање слика високе резолуције и могу открити лезије мале величине до 0,2 сантиметра унутар јетреног паренхима.
Колор доплер процена се такође може извршити како би се омогућила тачна идентификација крвних судова. Иако се првенствено користи за процену хепатичног паренхима, ЛУС се интензивно користи за процену билијарног тракта и у стадијуму малигнитета горњег ГИ, омогућавајући процену метастаза у јетри, регионалних нодалних болести или локалног васкуларног захвата.

## Недостаци
Метода има недостатак јер је ограничена немогућношчу тактилног осећаја и немогућношћу да се види доња површина органа, што може ограничава могућност лапароскопског стадирања.
Директна палпација јетре тупим лапароскопским инструментима може бити корисна. Међутим, идентификација малих тумора или прецизно одређивање анатомског односа тумора према суседним структурама често је тешко или немогуће.
Због наведених недостатака вредност ЛУС остаје контроверзна. Бројни аутори сугерисали су да ЛУС пружа додатне информације само код 14-25% пацијената током стационарних процедура, док неки аутори сматрају да је њен допринос и много мањи, док неки хирурзи верују да ЛУС има предности, само код 43% испитаника. Анкетирани хирурзи су углавном били позитивни у погледу повећане употребе ЛУС у 5-годишњој перспективи и верују да ће ЛУС у комбинацији са навигационом технологијом допринети побољшању хируршке прецизности ресекције тумора.